# Ambriso

Mapa de la zona de Grecia central donde se ubican algunas de las principales ciudades de la antigua Fócida. Ambriso estaba situada al sur de Dáulide.

Ambriso o Ambroso (en griego, Ἄμβρυσος)  es el nombre de una antigua ciudad griega de Fócide. Su gentilicio es ambriseos.
Pausanias, que la ubica a sesenta estadios de Estiris, al pie del monte Parnaso, al otro lado de Delfos, recoge la tradición de que había sido fundada por un héroe llamado Ambroso. En su época se conservaban dos murallas que habían sido construidas por los tebanos en la época de la guerra contra los macedonios. También destaca un ágora de pequeño tamaño y que tenía  estatuas de piedra, la mayoría de las cuales estaban rotas.
Fue una de las ciudades de Fócide que fueron tomadas por Filipo II de Macedonia en el año 346 a. C. durante la tercera guerra sagrada. En torno a los años 228-224 a. C. fue atacada por los etolios, al igual que la ciudad de Daulio.
Estaba en la parte meridional de Fócide, limitaba con el territorio de Parapotamios y se localiza en la actual población de Dístomo.